# Network
Network — дебютный студийный альбом австрийской группы Global Deejays, выпущенный 27 июня 2005 года на лейбле Superstar Records. Впоследствии альбом был выпущен в 24 странах. Содержит три хит-сингла «The Sound of San Francisco», «What A Feeling (Flashdance)» и «Stars On 45».

## Об альбоме
Альбом записан в стиле радиошоу: с джинглами, отбивками и голосом ведущего. В оригинальном альбоме содержится 16 треков, среди них как обычные композиции, так и джинглы с отбивками. 13 трек записан в виде рекламной паузы. В оригинальном альбоме звучит рекламный ролик российской радиостанции «Европа Плюс», где рекламируется выступление Global Deejays на фестивале Колбасный Цех. В других изданиях рекламная пауза была адаптирована под страну, в который был выпущен альбом.
В польском издании альбома, вышедшим спустя 2 месяца после оригинального релиза, был заменена отбивка в 9 треке, так как в оригинальном альбоме 10 трек «Clap Your Hands», который объявляют в той самой отбивке, а в польском издании «Don’t Stop Me Now» — ремикс на знаменитую композицию группы Queen. Также польское издание содержит два видеоклипа: The Sound of San Francisco и What a Feeling (Flashdance).
Альбом получил в основном положительные отзывы от критиков.
| №   | Название                                              | Длительность |
| --- | ----------------------------------------------------- | ------------ |
| 1.  | «Intro»                                               | 1:14         |
| 2.  | «Stars On 45»                                         | 4:44         |
| 3.  | «What A Feeling (Flashdance) (Clubhouse Album Mix)»   | 3:34         |
| 4.  | «Lonely»                                              | 4:28         |
| 5.  | «Global Deejays ID»                                   | 0:22         |
| 6.  | «The Sound Of San Francisco (Progressive Album Mix)»  | 3:44         |
| 7.  | «Mr. Funk»                                            | 3:32         |
| 8.  | «Shock Me»                                            | 3:30         |
| 9.  | «Global Network ID»                                   | 0:17         |
| 10. | «Clap You Hands»                                      | 4:45         |
| 11. | «Global Network Sinigation»                           | 0:28         |
| 12. | «Happy Station»                                       | 4:12         |
| 13. | «Commercial Break»                                    | 0:26         |
| 14. | «It's The Music»                                      | 3:58         |
| 15. | «What A Feeling (Flashdance) (Progressive Album Mix)» | 3:17         |
| 16. | «Talkbox»                                             | 3:26         |